# Chegaste
«Chegaste» (en español: Llegaste) es una canción grabada por el artista brasileño Roberto Carlos y la artista estadounidense Jennifer López. La canción fue grabada en portugués. La canción fue lanzada en YouTube el 15 de diciembre de 2016 y fue lanzada para descarga digital y en Spotify al día siguiente.

## Antecedentes y lanzamiento

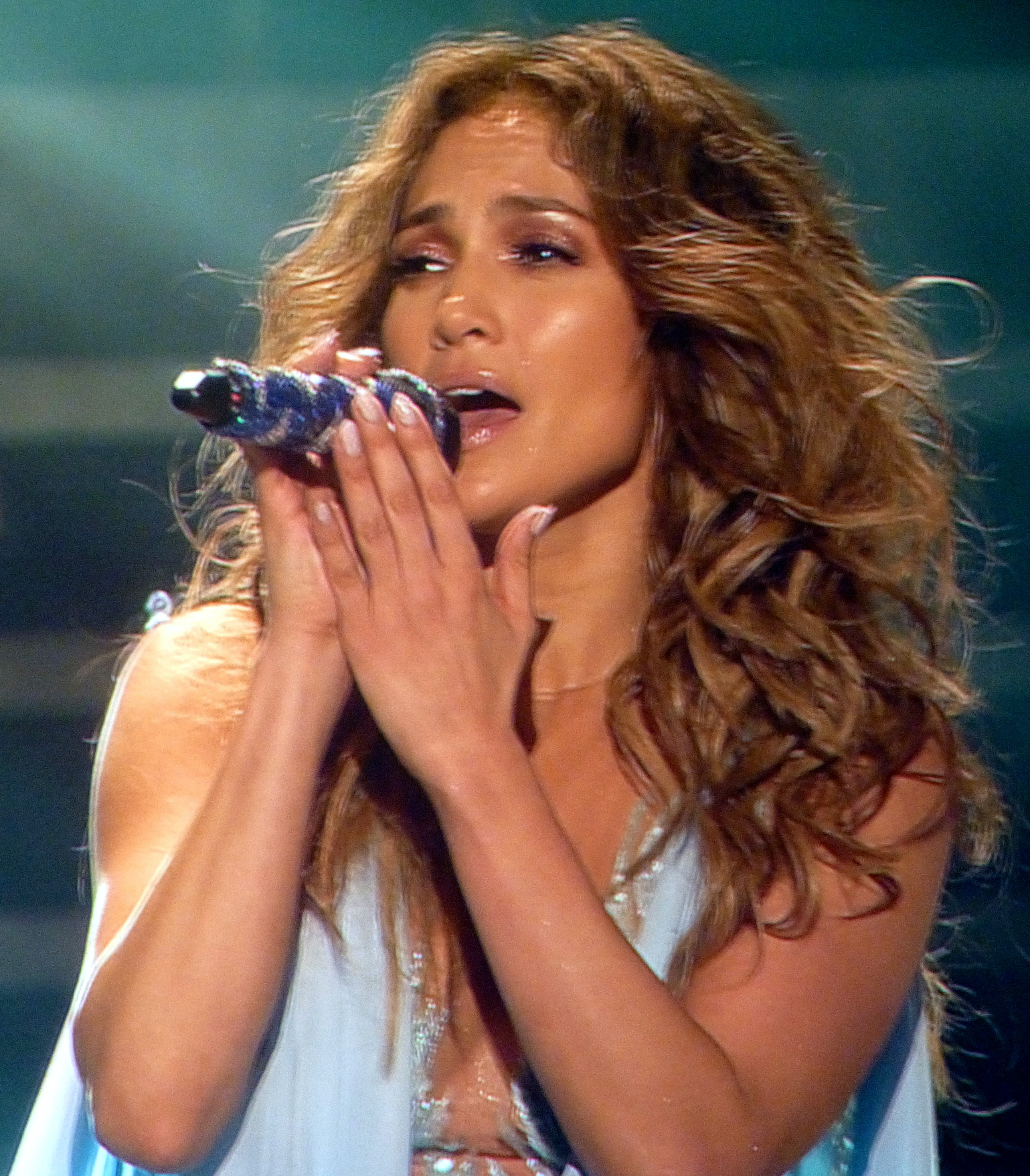
Jennifer López, intérprete de la canción «Chegaste» (en español: Llegaste), junto al artista brasileño Roberto Carlos.

En octubre de 2016, la revista Billboard confirmó que López está trabajando en su segundo álbum en idioma español, que se lanzará en 2017 a través de Sony Music Latin. Marc Anthony es el productor ejecutivo del álbum. El mes siguiente, lanzó su versión del sencillo "Olvídame y pega la vuelta", un dúo con Anthony, como el primer sencillo del álbum. La cantante y compositora puertorriqueño Kany García publicó una foto con López y Carlos el 17 de octubre, revelando que los cantantes habían colaborado. Carlos viajó a Los Ángeles donde él y López grabaron sus partes por separado antes de la reunión. O Globo informó que la canción también fue grabada en español. "Chegaste" fue lanzado a través de plataformas digitales el 16 de diciembre de 2016. De trabajo con Carlos, Lopez tuiteó: "Honrada y emocionada de haber trabajado con una leyenda viviente como Roberto Carlos".

## Composición
"Chegaste" es una balada, que fue compuesta por Kany García. Es la primera canción de Lopez que presenta su canto en portugués. Su instrumentación incluye los acordes de un piano y guitarra. Carlos describió la canción líricamente como "una balada muy romántica".
El video musical oficial de "Chegaste" se rodó en Los Ángeles y se estrenó en el especial de Carlos en Rede Globo el 23 de diciembre de 2016.

## Posiciones en listas
| Lista (2016)                          | Posición |
| ------------------------------------- | -------- |
| Brazil (Billboard Hot 100)            | 37       |
| Brasil (Billboard Brasil Pop Airplay) | 3        |